# 三合镇 (和政县)
三合镇，是中华人民共和国甘肃省临夏回族自治州和政县下辖的一个乡镇级行政单位。

## 行政区划
三合镇下辖以下地区：
杨家村、虎家村、周刘家村、前山村、二甲村、尕新庄村和石虎家村。